# Вест-Кантон (Північна Кароліна)
Вест-Кантон (англ. West Canton) — переписна місцевість (CDP) в США, в окрузі Гейвуд штату Північна Кароліна. Населення — 1265 осіб (2020).

## Географія
Вест-Кантон розташований за координатами 35°32′18″ пн. ш. 82°52′1″ зх. д. / 35.53833° пн. ш. 82.86694° зх. д. (35.538399, -82.867042).  За даними Бюро перепису населення США в 2010 році переписна місцевість мала площу 3,55 км², уся площа — суходіл.

## Демографія
Згідно з переписом 2010 року, у переписній місцевості мешкало 1247 осіб у 512 домогосподарствах у складі 358 родин. Густота населення становила 351 особа/км².  Було 558 помешкань (157/км²).
Расовий склад населення:
| - 97,8 % — білих - 0,5 % — чорних або афроамериканців - 0,4 % — корінних американців - 0,1 % — азіатів |

До двох чи більше рас належало 0,4 %. Частка іспаномовних становила 1,4 % від усіх жителів.
За віковим діапазоном населення розподілялося таким чином: 20,9 % — особи молодші 18 років, 60,5 % — особи у віці 18—64 років, 18,6 % — особи у віці 65 років та старші. Медіана віку мешканця становила 42,6 року. На 100 осіб жіночої статі у переписній місцевості припадало 93,0 чоловіків;  на 100 жінок у віці від 18 років та старших — 90,2 чоловіків також старших 18 років.
Середній дохід на одне домашнє господарство  становив 52 719 доларів США (медіана — 41 463), а середній дохід на одну сім'ю — 56 693 долари (медіана — 48 929). Медіана доходів становила 52 636 доларів для чоловіків та 33 333 долари для жінок. За межею бідності перебувало 7,1 % осіб, у тому числі 12,1 % дітей у віці до 18 років та 4,1 % осіб у віці 65 років та старших.
Цивільне працевлаштоване населення становило 486 осіб. Основні галузі зайнятості: освіта, охорона здоров'я та соціальна допомога — 26,5 %, виробництво — 15,2 %, транспорт — 9,1 %, будівництво — 8,8 %.